# Lato Lho
Lato Lho was een van de dertien tienduizendschappen van de sakyaorde in de 13e en 14e eeuw. Het lag in het grotere gebied Dingri-Shelkar in het westen van Sakya en de pas Lamo Talala (la mo ta la la) en strekte uit tot ongeveer aan de regio rondom het meer Pelku Tso (dpal khud mtsho).
Lato Lho was de Zuidelijke Lato; het tienduizendschap dat in dezelfde tijd aan de tegenoverliggende zijde van de Yarlung Tsangpo lag in het grote gebied Ngamring, werd Lato Chang (Noordelijke Lato) genoemd.

## Bronmateriaal
De maatgevende bron voor de geschiedenis van dit gebied, die niettemin pas veel later is ontstaan, is de kroniek Shelkar Chochung (shel dkar chos 'byung). De kroniek kwam gereed in 1732 en omvatte in totaal 118 Tibetaanse folies.
De Shelkar Chochung werd samengesteld door Ngawang Kaldan Gyatso (ngag dbang skal ldan rgya mtsho), een voormalig abt van de Shelkar Chode (shel dkar chos sde). Gedocumenteerde bronnen uit de tijd van het vorstendom zelf zijn niet bewaard gebleven.

## Geschiedenis
Lato Lho werd rond 1265, ten tijde van de zevende sakya trizin Phagspa, gesticht door kleinere heerschappijen samen te voegen en onder leiding van Gangkarwa Chugpo Tripal (gangs dkar ba phyug po khri dpal) te plaatsen. Tripal stamde uit de Tibetaanse adellijke familie Shethrug (shes phrug) die in Dingri zetelde.
De zetel van Lato Lho was de vesting Shelkar Dzong (shel dkar rdzong; Vesting Wit Kristal) die midden 13e eeuw door Situ Choekyi Rinchen (si tu chos kyi rin chen) werd gebouwd en waarvan begin 21e eeuw nog ruïnes te zien zijn.
Thripel bleef kinderloos en adopteerde een kind uit een andere adellijke familie uit de regio Phanpo ten noorden van Lhasa, die onder de naam Namen Masang Shakyabum (ma sangs shakya 'bum) opvolger werd van het tienduizendschap Lato Lho.
Shakyabum werd opgevolgd door Shonnu Wangchug (gzhon nu dbang phyug) en Oser Sengge ('od zer seng ge), die ook de titel Sakya Ponchen (sa skya dpon chen) droegen en door de keizer van de Yuan-dynastie hoog werden gedecoreerd.
De vesting Shelkar Dzong huisvette in het onderste gedeelte het klooster Shelkar Chode, een van de eerste grote kloosterscholen van Tibet.
Nadat de sakyaorde de heerschappij in Tibet had verloren, kwam Lato Lho steeds meer onder de invloed van de heerser van Lato Chang te staan. Rond 1620 werd Lato Lho samen met de overige regio's van westelijk Centraal-Tibet samengevoegd tot de provincie Tsang. Tijdens de regering van de vijfde dalai lama (1617-1682) werd het geregeerd door de ganden podrang, de toenmalige regering van Tibet. De kloosterschool Shelkar Chode werd in deze tijd omgevormd tot een groot gelugklooster.